# Wilhelm Uhde

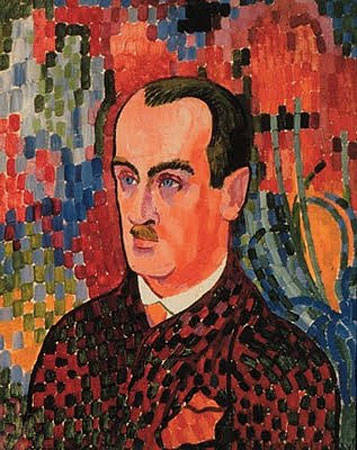
Portret Wilhelma Uhdego, pędzla Roberta Delaunay’a (1907)

Wilhelm Uhde (ur. 28 października 1874 we Friedebergu, zm. 17 sierpnia 1947 w Paryżu) – niemiecki marszand i kolekcjoner, krytyk sztuki, opiekun i przyjaciel artystów, odkrywca talentu kilku francuskich malarzy naiwnych.

## Życiorys
Studiował początkowo prawo w Monachium, po pobycie we Florencji zainteresował się sztuką i w 1904 przeniósł na stałe do Paryża. Jako jeden z pierwszych kolekcjonerów kupował obrazy Pabla Picassa i Georges’a Braque’a, organizował też wystawy kubistów i impresjonistów. Uważany jest za odkrywcę wielu prymitywistów, m.in. Celnika Rousseau, Louisa Vivina, Séraphine Louis, André Bauchanta i Camille Bombois. W 1914 został uznany za wroga Francji i wydalony do Niemiec, jego zbiory skonfiskowano. Powrócił do Francji w połowie lat 20., organizował wystawy i wspierał malarzy, publikował też prace na temat sztuki. W 1938 pozbawiono go obywatelstwa niemieckiego, a we Francji kolejny raz skonfiskowano majątek. II wojnę światową przeżył ukrywając się na południu kraju, pomocy udzielił mu w tym czasie Jean Cassou. Zmarł 17 sierpnia 1947 w Paryżu, przed śmiercią zdołał zorganizować wystawę prac Séraphine Louis w Galerie de France.
W 2008 francuski reżyser Martin Provost nakręcił film Séraphine, który był poświęcony życiu i twórczości odkrytej przez Wilhelma Uhdego malarki naiwnej Séraphine Louis. Obraz był filmowym wydarzeniem roku we Francji, nagrodzono go siedmioma Cezarami w najważniejszych kategoriach.

## Wybrane publikacje
- Picasso et la tradition française, Paryż, Les Quatre Chemins, 1928
- Cinq maîtres primitifs, Paryż, 1949
- De Bismarck à Picasso[2]